# 田中大貴 (1980年生のアナウンサー)
田中 大貴（たなか だいき、1980年4月28日 - ）は、日本のフリーアナウンサーでスポーツジャーナリスト。フジテレビ元アナウンサーで、2018年4月30日付で退社してからは、Inflight.Co.,Ltd.（スポーツコンサルティング企業）の代表も務め、経営者としての顔も持ち、スポーツビジネス分野におけるイベント、ビジネスコミュニケーションのセミナーにも多く登壇している。

## 来歴・人物
兵庫県小野市出身。兵庫県立小野高等学校（普通科）時代は野球部に所属。2年時から4番に座り、秋季県大会ベスト4、主将も任された3年時は兵庫県大会では春ベスト16、夏（東兵庫大会）ベスト8。対ブラジル選抜戦では兵庫選抜の4番打者(ただし、県内ベスト8の試合が行われていたため、ベスト16敗退チームの中での選抜)。兵庫県高校野球優秀選手に選ばれた。
高校卒業後、慶應義塾大学環境情報学部へ進学。大学の先輩である高橋由伸に憧れ、慶大野球部に入部。
公立進学校出身ながら、東京六大学リーグでは3年時からベンチ入りし、4年時の春季リーグ戦で4番に座り、3本塁打を放つ。元西武ライオンズの長田秀一郎、元中日ドラゴンズの湊川誠隆は慶大の同期だった。
プロまたは社会人でのプレーという選択肢もあった中、もともとアナウンサー志望ではなかったが、同級生たちと何気なくフジテレビの入社試験を受けたところ合格。野球を続けるか悩みながらも、後述する4年生の時の春季リーグ戦にてホームラン数トップになったことで、野球を辞めアナウンサーになることを決断。2003年、同局に入社する。プロ野球選手にはならなかったが、いわゆる松坂世代にあたる。
入社後は基本的にスポーツと情報番組を担当。『とくダネ!』『すぽると!』においてはバンクーバーオリンピック、リオオリンピック、第2回WBC、2009年MLBオールスター、2008年MLBワールドシリーズ、北京オリンピック野球アジア予選など様々なスポーツイベントを現地からリポートした。特にプロ野球中継ではフジテレビのエース実況者として日本シリーズ、クライマックスシリーズなどを担当してきた。一方でバラエティ番組にも携わり、2007年8月11日、『フジアナスタジオ まる生 真夏の打ち上げ花火4時間スペシャル!!』（フジテレビ739）で放送された「男おばさんサマートークライブ2007」を契機に、同年9月15日放送分から渡辺和洋と「男おばさんJr」を結成し、同コーナーの担当を務めた。
『とくダネ!』の放送では小倉智昭から「だいきー」と下の名前で呼ばれるなど寵愛を受け、お茶の間の人気を博した。同番組には2014年3月21日放送分まで10年間にわたって出演。その後スポーツキャスター、実況に専念していたが2018年4月30日付でフジテレビを退社。スポーツアンカー、フリーアナウンサーとして活動。退社の翌日（5月1日）から2019年6月30日まではオスカープロモーションに所属し、プロ野球中継の実況も各テレビメディア、DAZN、その他配信メディアで続けていた。
2019年7月1日付でアスリート・マーケティングの執行役員に就任し、オリックス戦の実況、阪神戦の実況、ラジオ関西番組のMCや近畿地方の企業との取り組みなど、出身地の関西地方でも定期的に活動している。東京五輪ではIOCのべニューMCも担当した。
2018年5月に株式会社Inflightを立ち上げ、スポーツを中心に組織作り、選手・チームのサポート、キャリアデザイン、また企業のブランディング、マーケティング、コーディネーション、プロモーション、メディア作りなども手掛けている。フジテレビ退社後、会社を立ち上げ多くのスポーツチーム、アスリート、企業の課題解決に携わり、キー局出身の男子アナウンサーとしては新たな道を進んでいる。現在、提携企業・取引企業は50社を超え、数社の外部取締役も務める。（本人オフィシャルホームページ内　Inflight社に記載）
また、一般社団法人DoubleEducationでは社会貢献事業を手掛け、地域への支援活動も行っている。

## エピソード
- 幼少期に実父と共にグリーンスタジアム神戸でオリックス・ブルーウェーブの主催試合をよく観戦していた縁で、フリーアナウンサーへの転身後は、後継球団のオリックス・バファローズのファンであることを公言[5]。 『J SPORTS STADIUM』でバファローズ主催試合中継の実況を担当するなど、関西地方でも定期的に活動するようになってからは、本拠地である京セラドーム大阪の近くにも関西の拠点を持ち生活している。
- 2023年より、野球中継でのホームラン時の「捉えた！」、バファローズ勝利時の「逞しき猛牛軍団が蒼き波に乗っていく」という実況フレーズがプリントされたタオルが三木市内のスポーツ用品店で発売されている。田中はその売り上げのすべてを寄付し、地元の子供たちにグローブをプレゼントしている[6]。
- 2002年東京六大学野球春季リーグ戦で、初めて一塁のレギュラーに定着。東大の浅岡知俊、明大の岡本篤志、立大の多田野数人から計3本塁打を放ちホームラン王のタイトルホルダーとなった。そのほか青学大の石川雅規、駒大の川岸強からもホームランを打っている。長田秀一郎、湊川誠隆は大学の同期。佐藤友亮、山本省吾は大学の2つ先輩。大学4年次の慶早戦で和田毅に歯が立たなかったことや、先輩の高橋由伸からアナウンサーとしての就職を勧められたことから、プロ入りを断念。2010年1月、自身が日曜総合司会を務める『すぽると!』にて、対談インタビューという形で7年ぶりに和田と再会。当時は打てなかった悔しさで言葉を交わすこともできなかったが、今では大親友と呼べるほどの仲になったと語った[3]。
- 野球界、スポーツ界での人脈を重んじ、大学の先輩である高橋由伸と交友が深い。また、同世代である和田、館山昌平、木佐貫洋、後藤武敏、江草仁貴らとも交友が続いており、2015年11月には『CSプロ野球ニュースここだけの話』で同メンバー（東京六大学×東都大学野球出身者）による特番を放送した（共にMCを務めたのは東都・青学大野球部マネージャー出身の三田友梨佳）。加えて、ひと学年下の鳥谷敬、糸井嘉男、川崎宗則らとの親交も非常に深い。
- 2024年には鳥谷、糸井らとともに男性ファッション誌Safariにてモデルに挑戦した。（2024年Safari5月号）
- 2018年8月15日の西武ライオンズ戦実況では解説者が長田秀一郎となり、慶大野球部同期2人での放送席が実現した。
- 私生活では、大学の1学年先輩にあたる一般女性と2009年に結婚している[7]
- 同姓同名のバスケットボール選手・田中大貴とはフジテレビすぽるとキャスター時代にインタビューを行っており、現在もキャスターと選手として親交が深い。
- オリックスバファロース東晃平とは同郷であり、小野市立若松幼稚園、小野小学校の後輩にあたる。

## 現在の出演番組
- DRAMATIC BASEBALL（千葉ロッテマリーンズ主催試合中継、日テレNEWS24）※2020年から実況として出演。
- J SPORTS STADIUM（オリックス・バファローズ主催試合中継）-実況
- スカイA阪神戦中継-実況
- パ・リーグ応援宣言!ホークス中継－実況
- DAZN プロ野球中継-実況
- BS12 プロ野球中継実況MC
- BS松竹東急ベースボールシアター
- パ・リーグTV FANS UP MC
- AbemaTV MLB中継-実況
- NBAバスケットボール中継（Rakuten TV）
- J SPORTS 全日本大学野球選手権大会
- TOKYO MX 高校野球東・西東京都大会
- J SPORTS 秋季高校野球東京都大会
- J SPORTSバドミントン中継-実況MC
- としちゃん・大貴のええやんカー!やってみよう!!（ラジオ関西、2020年10月2日 - ）- パーソナリティ
- セケンテー～僕らは囚われない～（ラジオ関西、2022年10月～）-パーソナリティ
- AbemaTV K-1実況（2020年3月 - ）
- AbemaTV　大相撲中継（2022年-）
- YouTubeチャンネル 田中大貴のアスリートチャンネル（2020年3月 - ）
- BreakingDown (2021年9月 - ) - 実況MC
- ABEMA　スーパーGTダイジェストMC（2024年4月₋）
- ABEMA　スーパーフォーミュラ中継MC（2023年4月₋）
- スポーツPLUSスカパー　福岡ソフトバンク戦実況（2024年3月₋）
- AMAZONプライム　侍ジャパン中継（2023年₋）
- Bリーグ全力応援!バスケ魂 presented by バスケットLIVE（2024年10月-）

## 過去の出演番組
フジテレビアナウンサー時代
報道・情報番組
| 期間          | 期間           | 番組名                      | 役職                           | 担当日         |
| ------------- | -------------- | --------------------------- | ------------------------------ | -------------- |
| 2004年3月29日 | 2005年12月26日 | FNNレインボー発・あすの天気 | キャスター                     | 月曜日         |
| 2004年3月29日 | 2011年3月25日  | 情報プレゼンター とくダネ!  | リポーター                     | 平日           |
| 2004年4月1日  | 2005年4月1日   | F2-X                        | 司会                           | 木・金曜日     |
| 2004年10月3日 | 2005年9月18日  | 情報ライブ EZ!TV            | 現場レポーター                 | 日曜日         |
| 2006年1月7日  | 2007年3月31日  | FNNレインボー発・あすの天気 | キャスター                     | 土曜日         |
| 2007年4月6日  | 2007年12月28日 | FNNレインボー発・あすの天気 | キャスター                     | 金曜日         |
| 2007年8月31日 | 2007年8月31日  | わかってちょーだい!         | 川合俊一の代役                 | 金曜日         |
| 2008年1月7日  | 2008年9月22日  | FNNレインボー発・あすの天気 | キャスター                     | 月曜日         |
| 2008年9月29日 | 2010年3月24日  | スパイスTV どーも☆キニナル! | 情報ナビゲーターでのレギュラー | 月～水曜日     |
| 2009年4月4日  | 2010年3月28日  | すぽると!                   | キャスター                     | 休日           |
| 2010年4月2日  | 2011年3月25日  | すぽると!                   | キャスター                     | 金曜日・休日   |
| 2011年3月28日 | 2014年3月21日  | 情報プレゼンター とくダネ!  | アシスタント                   | 平日           |
| 2011年4月3日  | 2013年3月24日  | すぽると!                   | キャスター                     | 日曜日         |
| 2013年3月29日 | 2015年3月29日  | すぽると!                   | キャスター                     | 金・日曜日     |
| 2014年6月1日  | 2014年6月1日   | ワイドナショー              | 東大野球部連敗記録での解説担当 | 日曜日         |
| 2014年10月1日 | 2015年3月25日  | FNN NEWS Pick Up            | キャスター                     | 隔週水曜日     |
| 2015年4月1日  | 2016年4月1日   | すぽると!                   | キャスター                     | 水～金・日曜日 |
| 2016年4月4日  | 2017年3月31日  | ユアタイム                  | スポーツパートナーキャスター   | 平日           |
| 2017年4月1日  | 2018年3月31日  | スポーツLIFE HERO'S         | キャスター                     | 土曜日         |

バラエティ番組・その他
- FNS ALLSTARS あっつい25時間テレビやっぱ楽しくなければテレビじゃないもん!（2005年7月23日）
- 新春かくし芸大会
  - 第43回（2006年1月1日） - ヤングマン コロシアム
  - 第44回（2007年1月1日） - 中国獅子舞（黄獅子舞頭担当）
- う!ウマいんです。
- BSフジNEWS
- フジアナスタジオ まる生（2009年2月14日）MC担当
- VS嵐（2010年5月6日放送）
- 金曜バラエティー（2011年2月4日放送）
- SMAP×SMAP（不定期でコーナー司会担当）
- RIZIN（2015年12月29日、31日、実況、リポーターを担当）
- CSプロ野球ニュース（2015年度、土曜司会）
- ヒトカド。（BSフジ、2014年 - 2016年、司会）

フリー転身後
- WOWOW NBAバスケットボール
- バラいろダンディ（2018年8月7日） - 代打MC
- MLB、バレーボール、F1グランプリ、ゴルフなどのスポーツ中継
- 田中圭24時間テレビ（2018年12月15日 - 12月16日、AbemaSPECIAL2） - 進行・実況
- 日曜はカラフル!!（2019年4月7日 - 2019年9月29日、TOKYO MX） - アシスタント[8]
- SWALLOWS BASEBALL L!VE (東京ヤクルトスワローズ主催試合) - 実況
- LIONS BASEBALL L!VE (埼玉西武ライオンズ主催試合) - 実況
- 7.2 新しい別の窓（AbemaTV） - ななにー人狼等一部コーナーのMC（2019年6月頃まで）
- BS12 水曜バスケ!（BS12 トゥエルビ、2018年10月10日 - 2020年） - MC[9]
- 真相深入り!虎ノ門ニュース 司会（2023年3月 - 2024年7月）

## 書籍

### 連載
- 週刊ベースボール 『松坂世代 あの夏から20年目の延長戦』（2018年4月 - 、ベースボールマガジン社）
- NumberWeb『All in the next Chapter』（2018年8月 - 文藝春秋）
- フジサンケイビジネスアイ『未来のキャプテン』（2020年1月 -　産経新聞社）
- 文春オンライン『文春野球 オリックス担当』（2020年3月 - 文藝春秋）
- ココカラネクスト連載（2018年5月₋）